# Pedonculocaprella antennata
Pedonculocaprella antennata is een vlokreeftensoort uit de familie van de Caprellidae. De wetenschappelijke naam van de soort is voor het eerst geldig gepubliceerd in 1983 door Kaim-Malka.